# Necroscia davidis
Necroscia davidis är en insektsart som först beskrevs av Le Guillou 1841.  Necroscia davidis ingår i släktet Necroscia och familjen Diapheromeridae. Inga underarter finns listade i Catalogue of Life.